# Liste des aéroports en Arménie
Cette liste recense les aéroports en Arménie, classés par ville.

## Carte
| \| 20 km1:4 496 000 \| Erevan · Zvartnots Gyumri · Shirak |
| 20 km1:4 496 000                                          |

## Aéroports
Les aéroports en gras indiquent une activité aérienne commerciale régulière.
| Ville             | Province    | OACI | AITA | Aéroport                         | Coordonnées géographiques    |
| ----------------- | ----------- | ---- | ---- | -------------------------------- | ---------------------------- |
| Berd              | Tavush      |      |      | Aéroport de Berd                 | 40° 55′ 34″ N, 45° 27′ 47″ E |
| Gavar             | Gegharkunik |      |      | Aéroport de Gavar                | 40° 22′ 16″ N, 45° 05′ 51″ E |
| Goris             | Syunik      |      |      | Aéroport de Goris (en)           | 39° 27′ 03″ N, 46° 20′ 47″ E |
| Gyumri            | Shirak      | UDSG | LWN  | Aéroport international Shirak    | 40° 45′ 01″ N, 43° 51′ 33″ E |
| Kapan             | Syunik      |      |      | Aéroport de Kapan (en)           | 39° 12′ 08″ N, 46° 27′ 15″ E |
| Djermouk          | Vayots Dzor | UGEJ |      | Aéroport de Djermouk (en)        | 39° 49′ 26″ N, 45° 40′ 24″ E |
| Meghri            | Syunik      |      |      | Aéroport de Meghri (en)          | 38° 54′ 41″ N, 46° 11′ 57″ E |
| Mets Masrik       | Gegharkunik |      |      | Mets Masrik Airstrip (en)        | 40° 12′ 00″ N, 45° 46′ 33″ E |
| Sardarapat        | Armavir     |      |      | Hoktember Highway Strip (en)     | 40° 05′ 00″ N, 43° 52′ 33″ E |
| Sisian            | Syunik      |      |      | Aéroport de Sisian (en)          | 39° 32′ 49″ N, 46° 03′ 25″ E |
| Stepanavan        | Lorri       | UDLS |      | Aéroport de Stepanavan           | 41° 02′ 54″ N, 44° 20′ 13″ E |
| Erevan, Parakar   | Armavir     | UDYZ | EVN  | Aéroport international Zvartnots | 40° 08′ 50″ N, 44° 23′ 45″ E |
| Erevan            | (capitale)  | UDYE |      | Aéroport Erebouni                | 40° 07′ 19″ N, 44° 27′ 53″ E |
| Erevan, Nor-Hachn | Kotayk      | UD21 |      | Aéroport d'Erevan Yeghvard (en)  | 40° 17′ 50″ N, 44° 34′ 18″ E |